# Amos Fiat
Amos Fiat (* 1. Dezember 1956 in Haifa) ist ein israelischer Informatiker.
Fiat leistete 1976 bis 1982 Wehrdienst in der israelischen Armee und wurde 1987 am Weizmann-Institut bei Adi Shamir promoviert (Fibonacci Lattices: Theory and Practice). Als Post-Doktorand war er bis 1989 an der University of California, Berkeley, bei Manuel Blum und Richard M. Karp. Ab 1989 war er an der Universität Tel Aviv, an der er Professor ist.
2000/01 war er im Sabbatjahr an der University of Washington (bei Anna Karlin). Er war Mitgründer der Algorithmic Research Ltd. (1997 verkauft an die Cylink Corp.).
Er befasst sich mit Kryptographie, kompetitiver Analyse von Online-Algorithmen (mit Gerhard Woeginger organisierte er dazu Dagstuhl Workshops) und algorithmischer Spieltheorie (in seiner Dissertation analysierte er unter anderem das Spiel Schiffe versenken). Mit David Chaum und Moni Naor arbeitete er über elektronisches Geld, was als Grundlage für ECash diente.
Mit Adi Shamir erfand er 1986 die Fiat-Shamir-Heuristik für Digitale Signaturen und  das Fiat-Shamir-Protokoll (bzw. Feige-Fiat-Shamir-Protokoll).
Mit Moni Naor erhielt er 2016 den Paris-Kanellakis-Preis für die Entwicklung von Broadcast-Verschlüsselung und Traitor Tracing Systems. Für 2023 wurde Fiat der EATCS-Award zugesprochen.

## Schriften
- mit Shamir: How to prove yourself: practical solutions to identification and signature problems, Proceedings on Advances in cryptology—CRYPTO '86, 1987
- mit Uriel Feige, Adi Shamir: Zero-knowledge proofs of identity, Journal of Cryptology, Band 1, 1988, S. 77–94.
- mit Shamir: How to find a battleship, Networks, Band 19, 1989, S. 361–371
- mit Richard M. Karp, Michael Luby, Lyle A. McGeoch, Daniel D. Sleator, Neal E. Young: Competitive paging algorithms, Journal of Algorithms, Band 12, 1991, S. 685–699
- mit Baruch Awerbuch, Yir Bartal: Competitive distributed file allocation, Proceedings of the Twenty-Fifth ACM Symposium on Theory of Computing (STOC '93), 1993, S. 164–173.
- mit Yair Bartal, Yuval Rabani: Competitive algorithms for distributed data management, Journal of Computer and System Sciences, Band 51, 1995, S. 341–358
- mit Gerhard Woeginger (Hrsg.): Online Algorithms: The State of the Art, Lecture notes in Computer Science 1442, Springer 1998
- mit Andrew V. Goldberg, Jason D. Hartline, Anna R. Karlin: Competitive generalized auctions, Proceedings of the Thirty-Fourth ACM Symposium on Theory of Computing (STOC '02), 2002, S. 72–78